# L'Aubaine capitaliste

L'Aubaine capitaliste est un écrit de Pierre-Joseph Proudhon.
Pour Proudhon, le capitalisme est le règne d'une extorsion invisible, d'où en partie, l'énonciation par Proudhon, de la célèbre phrase « la propriété c'est le vol ».
Selon lui, le rassemblement, l'accumulation, des travailleurs, pendant la Révolution industrielle, aux portes des villes, constitue un rassemblement des travailleurs en un même lieu donné, pour le patronat et l'actionnariat. « Cette accumulation des travailleurs, dégage une force collective supérieure à la somme des forces de ces travailleurs pris isolément ». Or, selon Proudhon, « la propriété privée des moyens de production autorise le capitaliste à rémunérer le travailleur sur la seule base individuelle de ce qu'il aurait produit s'il avait été placé hors de la force collective de production ». Le propriétaire du capital empoche la différence; Ce surplus est le profit capitaliste, que Proudhon appelle «l’aubaine». "Toute la question économique de la justice", traité par Proudhon, "est de répartir cette plus-value sans accaparement ni spoliation." 
Marx définira la "plus-value" ou "survaleur" par la différence de valeur créée par la force de travail et la valeur reversée au travailleur à travers le salaire. Cette survaleur étant ensuite répartie entre la rente, l'intérêt et le profit.

## Sources
- Quatrième de couverture du livre de poche Proudhon qu'est-ce que la propriété?.
- Clémentine Autain, Postcapitalisme : Imaginer l'après, Au Diable Vauvert, 2009, page 96.